# Ивоновка
Ивоновка (укр. Івонівка) — село на Украине, находится в Могилёв-Подольском районе Винницкой области.
Население по переписи 2001 года составляет 480 человек. Почтовый индекс — 24063. Телефонный код — 4337.
Занимает площадь 1,63 км².

## Религия
В селе действует Свято-Покровский храм Могилёв-Подольского благочиния Могилёв-Подольской епархии Украинской православной церкви.

## Адрес местного совета
24062, Винницкая область, Могилёв-Подольский р-н, с. Яруга, ул. Днистровська, 106